# GameSpot
GameSpot（中国大陆：游戏基地），於1996年5月由Pete Deemer和Vince Broady創立，是一個提供新聞、評論、預告片、下載及其他的相關資訊的電子遊戲網站。GameSpot被一間後來被CNET收購的企業ZDNet所收購。根據Alexa，GameSpot.com是200個網路擁擠最嚴重的網站之一。
除了由GameSpot員工創作的內容，網站還允許用戶寫評論、網誌、之後在網路論壇分享。一些在CNET旗下的GameFAQs分享。
2004年， GameSpot被Spike TV的觀眾選上「電子遊戲賞節目」贏得「最傑出遊戲網站。其他的遊戲網站還有IGN、1UP.com、GameSpy是它最大的競爭對手。2008年，根據Compete.com的統計，「gamespot.com」吸引了最少6000萬人的點擊率。
GameSpot的主頁鏈結了到最近新聞、評論、預告、和一些有關遊戲機的入口：Wii、任天堂DS、電腦遊戲、Xbox 360、PSP、PlayStation 2、PlayStation 3。它還有一列「最受歡迎遊戲名單」，還有給用戶快速獲得遊戲資訊的搜尋器。GameSpot 還包括一些小範圍的遊戲機：任天堂64、GameCube、Game Boy Color、Game Boy Advance、Xbox、PlayStation、SEGA Saturn、Dreamcast、Neo Geo Pocket Color、N-Gage、手機遊戲。

## 歷史
刚刚成立时，GameSpot仅致力于电脑游戏的内容。它的姊妹网站，VideoGameSpot.com，则于1996年12月成立，专注电视游戏的内容。1997年，VideoGameSpot.com短暂地改名为VideoGames.com，而到了1998年，电脑游戏和电视游戏两个板块被合并到GameSpot。
2005年10月3日，GameSpot采用了类似于其姊妹网站TV.com的新设计。
2008年，CBS集团收购了CNET，作为CNET的一部分，GameSpot也成为CBS的子公司。2020年9月，CNET被出售给Red Ventures。2022年10月，Fandom从Red Ventures手中收购了GameSpot在内的多个游戏媒体网站。

### 國際歷史
GameSpot UK（GameSpot英国版）建立于1997年10月，并一直工作至2002年年中。GameSpot UK提供了侧重于欧洲的游戏新闻，因此与其美国的站点区分开来。在这段时间里，GameSpot UK赢得了1999年的PPAi最佳网站奖（Periodical Publishers Association interactive award for best website）， 并进入2001年的候选名单。  在CNET收购ZDNet之后，GameSpot UK被合并到美国的主站。但是在2006年4月24日，GameSpot UK重新启动。
类似地，GameSpot AU（GameSpot澳大利亚版）在澳大利亚本地存在过，并于2003年终止运行。当CNET的澳大利亚版本，CNET.com.au于2003年成立时，GameSpot AU的内容被整合到CNET.com.au中。2006年中期，网站在加入论坛、各游戏的本地评论、澳元标价、澳大利亚上市日期和其他更多本地的新闻后重新开放。
现今（2016年12月11日）英国版与澳洲版网站均已无法打开。
GameSpot在中国大陆的分站中文名为“游戏基地”，于1999年6月2日成立，引进美国GameSpot版权，2014年关闭。于2012年至2013年中止运营过一段时间。
GameSpot Japan（GameSpot日本版）建立于2007年，关闭于2012年12月17日。

### 著名的員工
- Greg Kasavin – GameSpot 责任编辑和网页主管，于2007年离开GameSpot，成为了一名游戏开发者。他目前效力于DICE洛杉磯(DICE LA)。[11]
- Jeff Gerstmann - GameSpot评论主管，于2007年11月28日应为公开的原因被开除。随后，他成立了GiantBomb.com。[12]
- Alex Navarro – 网站编辑，由于gerstmann被开除而辞职。目前效力于Harmonix（英语：Harmonix）。

## 評論和分數系統
| 舊系統    | 舊系統 | 新系統    | 新系統 |
| 距離      | 評價   | 距離      | 評價   |
| --------- | ------ | --------- | ------ |
| 1.0 – 1.9 | 糟透   | 1.0 – 1.5 | 糟透   |
| 2.0 – 2.9 | 極差   | 2.0 – 2.5 | 極差   |
| 3.0 – 3.9 | 差     | 3.0 – 3.5 | 差     |
| 4.0 – 4.9 | 不足   | 4.0 – 4.5 | 不足   |
| 5.0 – 5.9 | 平凡   | 5.0 – 5.5 | 平凡   |
| 6.0 – 6.9 | 不錯   | 6.0 – 6.5 | 不錯   |
| 7.0 – 7.9 | 好     | 7.0 – 7.5 | 好     |
| 8.0 – 8.9 | 優良   | 8.0 – 8.5 | 優良   |
| 9.0 – 9.9 | 一流   | 9.0 – 9.5 | 一流   |
| 10.0      | 完美   | 10.0      | 精華   |

2001年1月，GameSpot推出以影片評論遊戲的新方式，所以主流遊戲都是其中之一。其他使編輯認為值得特別一提的遊戲（例如最差劣遊戲）也被評論過。影片評論會以對應的遊戲片段再次強調文字評論的重點。
GameSpot有詳細指引說明他們的評論方針，和解答有關評論的常問問題。
當GameSpot Complete於2001年推出，舊評論被只限於Complete會員；不過幾個月後，限制被解除。
全部遊戲都以5個標準評審：玩法、畫質、音效、價值、評論員取向。每一項都以整數1至10評分，5項的平均是為總分。萬一遊戲得到9分以上，將被標榜「一流」和「編輯的選擇」認可。雖然每年都有遊戲達到此境界，但只有6隻遊戲曾在GameSpot得到完美十分：穿越时空、薩爾達傳說 時光之笛、劍魂、Tony Hawk's Pro Skater 3（PlayStation 2版本於舊系統。
俠盜獵車手IV和潛龍諜影4：愛國者之槍於2007年6月創立的新系統。
7隻遊戲曾得到接近完美的9.9分：NFL 2K、NFL 2K1、Perfect Dark、 超級瑪利歐豪華版、Tekken 3（PlayStation版本）、Tony Hawk's Pro Skater 2（Dreamcast和Playstation版本）。
另一方面，Big Rigs: Over the Road Racing是史上唯一得到1分的遊戲（糟透），是最低的評價。
當遊戲藉由比較作出評分的同時，同一隻遊戲於不同的遊戲機版本系統都會被比較。由於不同的控制方法和橾作系統，通常使同款遊戲在各遊戲機的版本得到不同的分數。

### 新系統
2007年6月25日，GameSpot開始以0.5單位加減分數取締0.1。而且取消給予畫質等細項分數的慣例。取以代之，以用戶評價建基的獎牌系統允許評論員 to 強調遊戲的特色如：藝術設計、原著音效、困難度。GameSpot認為這比前系統更詳細。第一隻參與新系統的遊戲是Final Fantasy Anniversary Edition（PSP）。唯一改變的稱號是「精華」給予10.0分，取代「完美」。
編輯主管Jeff Gerstmann在日誌 （页面存档备份，存于）透露，新系統仍受到批評。 雖然不少人要求取回舊會員新份和改善評分單位加減（改回0.1/0.2/0.25），但系統仍然不變。

### 本年度遊戲之最：最好和最差
每年GameSpot都會舉行「本年度最好和最差遊戲選舉」，肯定遊戲業中的正面和負面成就。（例如：最失望遊戲、極差遊戲、最少人玩遊戲、最卑劣產品）GameSpot還允許用戶在贏家之中選出「讀者的選擇」獎項。
GameSpot至今本年度遊戲之最得獎者：
- 1996：暗黑破壞神（PC）[30]
- 1997：橫掃千軍(PC) [31]
- 1998：神通鬼大(PC) [32]
- 1999：無盡的任務(PC) [33]
- 2000：模擬市民(PC) [34]、穿越时空(PS) [35]
- 2001：Serious Sam: The First Encounter(PC) [36]、俠盜獵車手III(PS2) [37]
- 2002：银河战士Prime(GameCube) [38]
- 2003：薩爾達傳說 風之律動(GameCube) [39]
- 2004：魔獸世界(PC) [40]
- 2005：惡靈古堡4(GameCube) [41]
- 2006：戰爭機器(Xbox 360) [42]
- 2007：超级马里奥银河(Wii) [43]

## 社區圈子

### 網路論壇
GameSpot的網路論壇初初由ZNet運作，後來則由Lithium負責。GameSpot使用半自動的管理系統，由義工性板主監視。GameSpot板主是由可信度高的會員自願性參與的工作。可是，由於貼子數量過於龐大和密集，論壇有「舉報系統」，普通會員可以此令管理員得知。這系統節省很多時間、內容更加整理。
其中一個少有的特色是，GameSpot論壇的高階會員可創建自己的用戶板面，可設定私隱性選擇公眾可否觀看。創建人可指示管理員，且可在板面頂端顯示HTML審定。另外，所有會員都可以建立「聯盟」。「聯盟」的首頁含公告皓會員名單。
除了短訊系統，GameSpot利用會員日誌和影片日誌的特色擴充圈子。會員可查看其他會員狀態，使他們可看到日誌的更新。會員之間可成為好友，加入到好友名單內。
2004年5月，GameFAQs和GameSpot合併了大部分遊戲獨有的板區。

### 用戶資料
已註冊會員可有個人用戶資料檔案，根據他們的喜好，可設定只有自己或好友看到。用戶資料檔案是很方便的功能。日誌可利用它建立和更新，在會員的TV.com、MP3.com、MovieTome分享。
會員可在用戶資料檔案保存遊戲列表，使他們可從分類得到那些遊戲的資料。「監視中遊戲」提供它們最新消息和公告；「收藏品」是會員擁有的遊戲；「願望表」則是會員想得到的遊戲，已推出、將推出、製作中、將製作的遊戲都可被加入願望表；「正在遊玩」是會員在玩的遊戲。
象徵是會員貢獻的獎勵。一些可顯示會員的地位，另外一些代表「比賽贏家」、「投票參與者」、「板主」、「操縱迷」。

### 聯盟
聯盟是GameSpot內的圈子。每個聯盟都有部落風格的首頁和特殊主題的列表。聯盟會員在板上放上訊息和主題，其中會員可回應。聯盟都有級別之分的，當象徵增加、聯盟活躍、提供有用主題時，聯盟會成長升級。
聯盟會員當中有階級制度，現時有三級：會長、指揮官、新兵。會長在聯盟是最高的統領，有權更改聯盟設定，包括名字、會徵、旗幟、主題；指揮官可更改主題和會長給予的權力；新兵只可在主題上回應和發表主題。

## 爭議
編輯主管Jeff Gerstmann於2007年11月28日被解僱。謠言隨即傳播，聲稱他的免職因Eidos Interactive給予的壓力而起，他是Gerstmann給予批評和「一般」評價的遊戲Kane & Lynch: Dead Men的出版者。Gamespot和母公司CNET表示他的解僱與他的評論無關，但因合作和法律限制而不能透露原因。
解僱一個月後，自由作家評論員Frank Provo離開GameSpot，聲明「我相信CNET管理部門解僱Jeff的所有原因都是錯誤的，我認為CNET想軟化網站的風氣使遊戲得到更高的分數，藉此取悅廣告客戶。」
GameSpot的編輯Alex Navarro、Jason Ocampo、Ryan Davis、Brad Shoemaker、Vinny Caravella也隨Gerstmann解僱而離開。Davis、 Shoemaker、Caravella將Gerstmann的未完成計劃Giant Bomb接手，Navarro成為Harmonix社區管理。Ocampo加入IGNPC隊。

## 捐款
GameSpot舊時有一付款系統服務「GameSpot Complete」。2006年2月21日，該付款系統樣式被更改了。 分支為兩種付費會員服務：「完全權限」和「GS附加」。
「完全權限」實質上是「GameSpot Complete」的代替品，因為該價格依舊是每月＄5.95美元或每年＄39.95 及提供同樣的服務。而「GS附加」的價格則較便宜，但只提供中等水平的服務。
「完全權限」的主要好處是能夠隱藏所有廣告，用戶不受廣告滋擾。但GS曾告知大眾若果他們正在贊助一些比賽，而這些比賽是由廣告商贊助，一些廣告還是會出現的。例如Stride gum廣告曾經在付費用戶的網站頁面上出現過。
新舊系統的最大分別是缺乏了「GameSpot Complete」在 EBGames.com的九折優惠。這個決定引起了很多不滿。不久後，GameSpot聲稱他們正在新增一項未具體說明的優惠替代品。然而，其後再沒有任何有關消息被公告。

## GameCenter
GameCenter（遊戲中心）是一個允許玩家包辦個人化的主機（customized servers），用作與朋友聊天、和世界各地的玩家玩各種遊戲、得知其他用家的最近狀況。2006年6月6日，GameCenter捐款系統被中止了，並與「完全權限」服務合併。該措施間接地使GameSpot的GameCenter客戶端服務中上了，但仍會為「完全權限」的用戶舉行聯賽活動。
現時的GameCenter和舊時由CNET（作為GameSpot的競爭對手）於1995年至2001的GameCenter已經沒有任何關係。其後2000年，CNET收購了ZDNet和GameSpot，原來的GameCenter被解散了。

## 外部連結
- （英文）GameSpot（页面存档备份，存于）